# Lona Andre

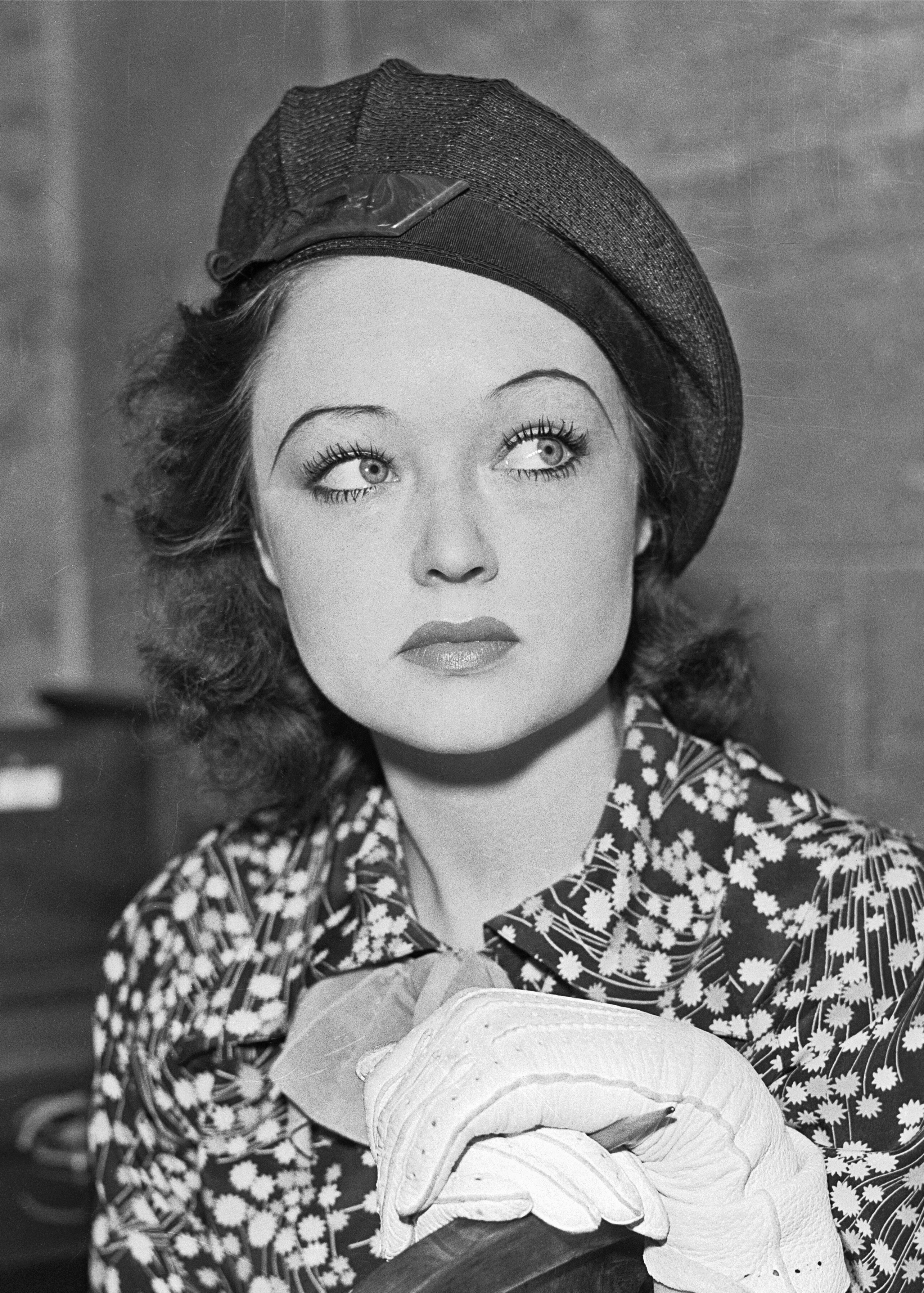
Lona Andre (1930er Jahre)

Lona Andre (* 2. März 1915 in Nashville, Tennessee; † 18. September 1992 in Los Angeles, Kalifornien; gebürtig Launa Anderson) war eine amerikanische Filmschauspielerin, die vor allem in den 1930er Jahren in einer Vielzahl von Filmen mitwirkte. Als sie in den 1940er Jahren zunehmend weniger Filmangebote bekam, zog sie sich aus dem Filmgeschäft zurück und arbeitete fortan als Immobilienmaklerin. 

## Leben
Im Jahr 1932 nahm Lona Andre an einem landesweiten Wettbewerb teil, den die Filmgesellschaft Paramount Pictures ausgerufen hatte, um die Rolle der Pantherfrau in dem Horrorfilm Insel der verlorenen Seelen (1932) (Originaltitel Island of Lost Souls) zu besetzen. Bei diesem belegte Lona Andre in der Endauswahl den zweiten Platz. Damit ging die Rolle zwar an die Wettbewerbssiegerin Kathleen Burke, doch war Paramount so angetan von der jungen Frau, dass sie ihr bald mehrere Filmangebote unterbreitete. Ebenfalls 1932 wurde Andre zu einem der sogenannten WAMPAS Baby Stars gewählt.
Ihren ersten Auftritt vor der Kamera hatte Lona Andre in dem 1933 uraufgeführten Western The Mysterious Rider, in dem sie die weibliche Hauptrolle spielte. In ihrem nächsten Film The Woman Accused spielte sie (wenn auch eine unbedeutend kleine Nebenrolle) an der Seite von Filmstars wie Cary Grant, Nancy Carroll und John Halliday. Insgesamt wirkte sie in ihren besonders aktiven Anfangsjahren 1933 und 1934 in insgesamt 20 Filmen mit, von denen jeweils zehn pro Jahr abgedreht wurden. Nur zwei von diesen Filmen erhielten einen deutschen Titel: Flucht vor dem Gestern und Die lustige Witwe. In dem letztgenannten Film spielte Maurice Chevalier die Hauptrolle.
1935 heiratete Lona Andre ihren Schauspielerkollegen Edward Norris, doch wurde die Ehe bereits nach vier Tagen annulliert. In den 1940er Jahren war Lona Andre noch zweimal verheiratet, doch auch diese beiden Ehen hielten nicht lange. Ihre letzte Ehe wurde 1947 geschieden und im selben Jahr drehte sie auch ihren letzten Kurzfilm mit dem Titel The Case of the Baby Sitter. In der Internet Movie Database wird ihre Schauspielerkarriere wie folgt kommentiert: „Als attraktive Schauspielerin, deren Hauptmerkmal ihre süßen Grübchen waren, spielte Lona Andre während des größten Teils ihrer Karriere Hauptdarstellerinnen in Nebenfilmen und Nebenrollen in großen Filmen.“ 
Ihre sterblichen Überreste befinden sich auf dem Friedhof des Forest Lawn Memorial Park in Glendale, Kalifornien, auf dem eine Reihe von Prominenten bestattet sind; unter anderem Elizabeth Taylor, Ronald Reagan und Michael Jackson.

## Filmografie (Auswahl)
- 1933: The Mysterious Rider
- 1933: The Woman Accused
- 1933: Flucht vor dem Gestern (Pick-Up)
- 1933: The Girl in 419
- 1933: International House
- 1933: College Humor
- 1933: Her Bodyguard
- 1933: Too Much Harmony
- 1933: The Way to Love
- 1933: Take a Chance
- 1934: Hollywood on Parade No. B-7 (Kurzfilm)
- 1934: School for Girls
- 1934: Come on Marines!
- 1934: Woman Unafraid
- 1934: Let's Be Ritzy
- 1934: Das Phantom der Revue (Murder at the Vanities)
- 1934: Die gute alte Zeit (The Old Fashioned Way)
- 1934: Two Heads on a Pillow
- 1934: Die lustige Witwe (The Merry Widow)
- 1934: By Your Leave
- 1934: Lost in the Stratosphere
- 1935: Rivalen der Tankstelle (One Run Elmer, Kurzfilm)
- 1935: Die Peitsche der Pampas (Under the Pampas Moon)
- 1935: Border Brigands
- 1935: Gobs of Trouble (Kurzfilm)
- 1935: Broadway-Melodie 1936 (Broadway Melody of 1936)
- 1935: Happiness C.O.D.
- 1935: Skybound
- 1935: The Timid Young Man (Kurzfilm)
- 1936: Custer's Last Stand
- 1936: Three on a Limb (Kurzfilm)
- 1936: Lucky Terror
- 1936: Laurel und Hardy: Die Doppelgänger (Our Relations)
- 1936: Der Held der Prärie (The Plainsman)
- 1936: Death in the Air
- 1937: High Hat
- 1937: The Great Hospital Mystery
- 1937: Slaves in Bondage
- 1937: Trailing Trouble
- 1938: Sunset Murder Case
- 1938: Race Suicide
- 1939: Ring Madness (Kurzfilm)
- 1940: Scrappily Married (Kurzfilm)
- 1940: Ghost Valley Raiders
- 1940: A Night at Earl Carroll's
- 1941: You're the One
- 1942: Abbott und Costello unter Kannibalen (Pardon My Sarong)
- 1943: Taxi, Mister
- 1947: The Case of the Baby Sitter (Kurzfilm)